# Тонконогов, Яков Иванович
Яков Иванович Тонконогов (15 мая 1897 — 15 мая 1985) — советский военачальник, генерал-майор (1940 год), участник Первой мировой, Гражданской в России, Гражданской в Испании и Великой Отечественной войн. В 1941 году попал в немецкий плен, после войны вернулся в СССР и продолжил службу.

## Биография
Родился 15 мая 1897 года в слободе Александровской Воронежской губернии в крестьянской семье, русский. После окончания трёхклассной сельской школы работал батраком.
В 1916 году был призван в царскую армию, в августе того же года с маршевой ротой убыл на Кавказский фронт, где в составе 15-го стрелкового полка воевал на эрзерумском направлении. В марте–июне 1917 года находился в госпитале в городе Тифлисе по болезни (тиф), по излечении был санитаром на военно-санитарном поезде Союза городов. После Октябрьской революции в ноябре 1917 года дезертировал из армии и вернулся на родину.
В Гражданскую войну в августе 1918 года был мобилизован в Добровольческую армию генерала А. И. Деникина и направлен в распоряжение воинского начальника города Павловска Воронежской губернии. В конце сентября оттуда он был направлен в 3-й гренадерский полк и через 2-3 недели убыл с ним в район станции Лиски. Здесь он участвовал в наступлении Богучарских полков против частей Красной армии.
10 сентября 1918 года бежал из полка и через три дня вступил в 104-й Бобровский пехотный полк Красной армии, в котором полку служил до апреля 1919 года. Участвовал в боях на Южном и Юго-Западном фронтах против деникинских войск. 5 апреля 1919 года под хутором Брехов при подавлении восстания в Донской области (станицы Мигулинская, Вёшенская, Казанская) был ранен и до июня находился в госпитале. По выздоровлении вернулся в полк, который в это время входил в состав 3-й Богучарской бригады 40-й Богучарской стрелковой дивизии. В его составе участвовал в боях с войсками генерала П. Н. Врангеля. С ноября 1920 года с полком боролся с вооружёнными формированиями Н. И. Махно в районе Гуляй-Поля.
В декабре 1920 года был зачислен курсантом на 83-ьи Славянские командные пехотные курсы. По их окончании в сентябре 1929 года назначен в 45-ю стрелковую дивизию УВО в город Киев, где проходил службу командиром отделения дивизионной школы, помощником командира и командиром пулемётного взвода. В сентябре 1924 года назначен в 133-й стрелковый полк этой же дивизии, здесь он занимал должности командира пулемётного взвода, врид командира стрелкового батальона, командира пулемётной роты. С апреля 1928 года командовал учебной пулемётной ротой в 22-м отдельном зенитно-пулемётном батальоне в Киеве. В июне–июле 1928 года находился на зенитных артиллерийских курсах в г. Севастополе, в том же году сдал экстерном экзамен за нормальную пехотную школу при Киевской объединенной военной школе командиров им. С. С. Каменева. С ноября 1929 по февраль 1930 года проходил подготовку на курсах «Выстрел» (пулемётное отделение), по окончании вернулся в полк и проходил службу в должностях командира-политрука роты, врид помощника командира батальона по хозяйственной части и начальника команды одногодичников, помощника командира батальона по строевой части. С ноября 1931 года командовал отдельным пулемётным батальоном в укреплённом районе (УНР-52).
В марте 1933 года был назначен командиром учебного батальона 72-го стрелкового полка 24-й Самаро-Ульяновской железной стрелковой дивизии. С января по ноябрь 1935 года находился на разведывательных курсах при IV управлении РККА, по возвращении назначен командиром отдельного разведывательного батальона этой же дивизии.
С июня 1937 года находился в правительственной командировке, участвовал в гражданской войне в Испании. За боевые отличия был награждён орденом Красного Знамени и медалью «За отвагу». В 1939 году присвоено воинское звание «комбриг».
По возвращении в СССР в августе 1939 года был назначен командиром 141-й стрелковой дивизии, формировал её в городе Славянск. Затем дивизия была передислоцирована в КОВО в город Шепетовка. Участвовал с ней в походах Красной армии в Западную Украину (сентябрь–октябрь 1939 года), в Северную Буковину и Бессарабию (июнь–июль 1940 года). C 4 июня 1940 года генерал-майор.
С началом Великой Отечественной войны 141-я стрелковая дивизия в составе 37-го стрелкового корпуса 6-й армии Юго-Западного фронта участвовала в приграничном сражении (северо-западнее города Львов), затем в Киевской оборонительной операции. В начале августа её части оказались в окружении. При прорыве в составе частей 6-й армии 9 августа 1941 года в районе Подвысокое–Первомайск генерал-майор Я. И. Тонконогов, будучи тяжело больным и контуженным, попал в плен.
До февраля 1943 года содержался в лагерях военнопленных Шталаг № 325, в Замостье и Хаммельбурге, затем (он с несколькими другими генералами спланировал побег, однако попытка оказалась неудачной, их поймали) в Нюрнбергской тюрьме. Затем он был переправлен в концлагерь Флоссенбюрг и работал в каменоломнях. В июне 1944 года переведён в концлагерь Дахау, где 1 мая 1945 года был освобождён американскими войсками.
После войны с 10 мая по 31 декабря 1945 года проходил государственную проверку в Москве, затем был восстановлен в кадрах РККА. С января по март 1946 года находился на лечении на курорте, после чего направлен на курсы усовершенствования командиров стрелковых дивизий при Военной академии имени Фрунзе. По их окончании в марте 1947 года назначен начальником военной кафедры Саратовского экономического института. 10 февраля 1949 года был уволен в отставку по болезни. Умер в Киеве 15 мая 1985 года, похоронен на Лукьяновском военном кладбище в Киеве.

## Семья
Жена — Анна Георгиевна Тонконогова, трое детей — Виталий (погиб на фронте в 1942 году), Валентин и Неля. 
После того, как генерал был освобожден их плена, за его погибшего сына Виталия (который считался пропавшим без вести) выдал себя некий Михаил Кеба, который служил вместе с Виталием и был свидетелем его смерти в 1942 году. Кеба жил в семье генерала до 1947 года, но часто пропадал из дома на несколько дней, вел разгульный образ жизни и многое не помнил из детства, ссылаясь на контузию во время войны. В конце концов он признался генералу в самозванстве, а также в том, что был в плену, где был завербован немецкой контрразведкой. Кеба был арестован и дал показания, что после войны он якобы был перевербован американской разведкой, от которой якобы получил задание попасть в семью Тонконогова, который, по его мнению, тоже работал на американскую разведку. Из-за этого органы госбезопасности завели на генерала оперативно-разыскное дело по подозрению в работе на американскую разведку, но в итоге оно было закрыто.

## Мемуары
К 80-летию начала Великой Отечественной войны 22 июня 2021 года в Пскове прошло торжественное собрание родственников воинов 141 стрелковой дивизии РККА первого формирования. На этой встрече была представлена книга «Два дня Подвысокинской были», автором которой являлся Я. И. Тонконогов (написал её ещё в 1952 году). К сожалению, при жизни опубликовать эту книгу автору не удалось из-за военной цензуры Министерства обороны СССР, а стало возможным благодаря активному сообществу благодарных потомков воинов 141-й стрелковой дивизии, возглавляемое координатором Евгением Федорченко, которым удалось восстановить рукопись генерала, перевести её в машинописный текст, а также добавить многие исторические фотографии и документы периода Великой Отечественной войны, в том числе, которые имели ранее гриф секретности. По оценкам ведущих историков Второй мировой войны «В настоящее время это единственные воспоминания уровня командира дивизии, посвящённые событиям сражений под г. Умань. Никто другой из командиров такого ранга или даже выше — командиров корпусов или армии — своих мемуаров не оставил. Поэтому важность данного исторического источника трудно переоценить, тем более что живых свидетелей событий лета 1941 г. в настоящее время осталось совсем немного. Издание этой рукописи дополнительная возможность для историков ещё глубже изучить трагические события на фронте и героизм советских воинов в первые месяцы Великой Отечественной войны»().

## Награды
- три ордена Красного Знамени (02.03.1938, 1946[7], 1949[7]),
- медаль «За отвагу» (22.02.1939)[4],
- орден Ленина (1946[7]),
- орден Красной Звезды (28.10.1967)[8],
- орден Отечественной войны I степени (06.04.1985).

## Сочинения
- Воспоминания Я. И. Тонконогова. // Военно-исторический архив. — 2012. — № 8. — С.48—54.
- "Два дня Подвысокинской были" Я.И. Тонконогов // Псковское возрождение -2021.